# Gutschriftverfahren
Das Gutschriftverfahren stellt eine spezielle Art der Abrechnung der Lieferungen und Leistungen zwischen einem Kunden und seinem Kreditor (Waren- oder Dienstleistungslieferant) dar, wobei das Ausschlaggebende ist, dass die Abrechnungslast nicht vom Lieferanten, sondern vom Kunden selber getragen wird.

## Grundlagen des Gutschriftverfahrens
Die Abrechnung im Gutschriftverfahren erfolgt nicht wie gewöhnlich durch den Lieferanten mittels einer Debitoren-Rechnung, die an den betroffenen Kunden gesendet wird, sondern in dem Fall umgekehrt, durch seinen Kunden mittels Erstellung eines Abrechnungsbeleges (Gutschrift) und dessen Zusendung an den Kreditor. Diese Gutschrift des Kunden ersetzt somit abrechnungstechnisch die Rechnung des Lieferanten
(§ 14 Abs. 2 Satz 3 UStG).

## Automatische Abrechnung im Gutschriftverfahren
Das Abrechnungsverfahren wird von der Kreditorenbuchhaltung des Kunden ausgeführt und basiert in der Regel auf einer weitestgehend systemgestützten Prüfung der gelieferten Ware bzw. der erbrachten Leistung, deren Eingang bzw. Empfang meistens durch eine Wareneingangsbuchung in einem ERP-System quittiert wird.
Die für das Gutschriftverfahren erzeugten Einkaufsbelege (Bestellungen) sowie die davon betroffenen Kreditorenstammsätze werden im ERP-System mittels spezieller Kennzeichen als solche gekennzeichnet. Anhand dieser Kennzeichen werden die betroffenen Bestellungen und die Kreditorenkonten in einem Abrechnungsprogramm (Abrechnungslauf) selektiert und deren offenen (noch nicht abgerechneten) Wareneingänge abgerechnet. Der Abrechnungsbetrag wird automatisch errechnet, indem die Liefermenge mit dem aktuellen Preis aus jeweiliger Bestellung multipliziert wird. Abhängig von den Modalitäten des jeweiligen ERP-Systems können die Abrechnungsprogramme für das Gutschriftverfahren manuell oder automatisch, nach den im Vorfeld definierten Kriterien und festgelegten Zeitzyklen, gestartet werden.

## Gutschriftsanzeige
Als Ergebnis der automatischen Abrechnung im Gutschriftverfahren, wird auf dem betroffenen Kreditorenkonto eine Gutschrift an den Kreditor in Form einer Verbindlichkeit (Haben) gebildet (gebucht). Als Beleg dazu wird eine Gutschriftsanzeige (Ersatz für eine Kreditorenrechnung) in Papier- oder elektronischer Form als Dokument erzeugt. Die Gutschriftanzeige widerspiegelt alle Details einer Abrechnung wie z. B. Menge, Art, Preis einer Ware oder Dienstleistung und enthält im Wesentlichen alle Daten der Bestellung sowie den Ausweis des entsprechenden Mehrwertsteuerbetrages. Anstelle der Bestellmenge wird die tatsächliche Wareneingangsmenge ausgewiesen. Im Übrigen erfüllt eine Gutschriftsanzeige alle Pflichtangaben einer Rechnung. 
Da die Gutschriftsanzeige eine Kreditorenrechnung ersetzt, wird diese den gesetzlichen Aufbewahrungsfristen für eine Rechnung zufolge in einem Archiv aufbewahrt. Je nach Ausstattung des ERP-Systems kann die Gutschriftsanzeige als Dokument automatisch in einem elektronischen Archiv abgelegt und mit der, bei der Abrechnung erfolgten, Buchung auf dem betroffenen Kreditorenkonto verknüpft werden. Somit kann dieser Abrechnungsbeleg im Nachhinein über den Kreditorenposten im ERP-System jederzeit als Bilddokument zur Anzeige auf dem Bildschirm gebracht oder bei Bedarf auch ausgedruckt werden.

## Avisierung des Lieferanten/Kreditors
Die Gutschriftanzeige wird unmittelbar nach der Erzeugung je nach Vereinbarung per Post, Fax oder E-Mail an den Kreditor mit der Aufforderung der gleichlautenden Buchung versendet. Der Versand der Gutschriftsanzeige auf elektronischem Weg ist zulässig. Dabei ist die Gutschrift durch den Leistungsempfänger mindestens mit einer qualifizierten elektronischen Signatur zu versehen
(§ 14 Abs. 3 Nr. 2 UStG).

## Zahlung im Gutschriftverfahren
Die gebuchten Abrechnungsbelege werden buchungstechnisch genauso wie Eingangsrechnungen von einem Kreditor behandelt.
Die Zahlung erfolgt auf Basis der in der betroffenen Bestellung hinterlegten Zahlungsbedingungen.

## Automatische Umbewertung
Im Falle einer unvorhersehbaren Materialpreisänderung, zum Beispiel bei den börsenabhängigen Preisen für bestimmte Rohstoffe, bietet das Gutschriftverfahren eine Möglichkeit der wertmäßigen Umbewertung der bereits erfassten und ggf. zu einem falschen Preis bewerteten Wareneingangsbuchungen, um somit eine Grundlage für die daraus resultierenden Abrechnungskorrekturen zu schaffen.
Diese Abrechnungskorrekturbuchungen werden mittels eines speziellen Korrekturprogramms in einem ERP-System in der Regel automatisch ausgeführt, in dem das Programm laut den im Vorfeld definierten Vorgaben alle betroffenen Einkaufsbelege nach Preisänderungen innerhalb eines bestimmten Zeitraumes durchsucht und für die, sich daraus ergebenen, Preisdifferenzen die entsprechenden Korrekturbuchungen (nachträglichen Be- oder Entlastungen) erfasst.
Dabei werden auch die dazugehörigen Korrekturbelege analog Gutschriftanzeige erzeugt. Diese Korrekturbelege, deren Name abhängig vom eingesetzten ERP-System unterschiedlich sein kann (Belastungsanzeige, Buchungsanzeige etc.), werden wie auch die Gutschriftsanzeigen ebenfalls an den Kreditor versendet und intern archiviert.

## Vereinbarung über das Gutschriftverfahren
Aus Gründen der Rechtssicherheit ist es erforderlich, dass zwischen den Geschäftspartnern definitiv vereinbart wird, dass der Leistende die Abrechnungslast im Rahmen einer Individualvereinbarung auf den Leistungsempfänger überträgt.
Wegen der Übertragung der Abrechnungslast vom Lieferanten auf den Kunden gilt die, in der Regel in schriftlicher Form vorgenommene, Vereinbarung zwischen den beiden betroffenen Unternehmen somit als Voraussetzung für die Teilnahme am Gutschriftverfahren. 
Der Lieferant verpflichtet sich dabei, ab dem Gültigkeitstag des Gutschriftverfahrens keine Rechnungen mehr an den betroffenen Kunden zu senden. Der Kunde verpflichtet sich seinerseits, die Abrechnung in den vereinbarten Zeitzyklen durchzuführen und die zeitnahe Zusendung der Gutschriftsanzeigen zu gewährleisten.

## Anwendungsgebiete
Das Gutschriftverfahren beruht auf einem gegenseitigen Vertrauen der beiden Geschäftspartner und setzt somit in der Regel die Absicht einer langfristigen Partnerschaft voraus. Das Anwendungsspektrum kann relativ breit sein. Wegen seiner Komplexität wird das Gutschriftverfahren aber meistens bei umsatzstarken Warengeschäften wie z. B. Rohstoffbeschaffung sowie beim regelmäßigen Bezug einer Dienstleistung wie z. B. von einem Speditionsunternehmen eingesetzt. Außerdem kann das Gutschriftverfahren auch für die Abrechnung der Entnahmen aus einem Konsignationslager gut geeignet sein.